# Aleš Luk
Aleš Luk, slovenski nogometaš, * 23. maj 1981.
Luk je nekdanji profesionalni nogometaš, ki je igral na položaju vratarja. Celotno kariero je branil za slovenske klube Muro, Nafto Lendava in Muro 05. Skupno je v prvi slovenski ligi odigral 122 tekem, v drugi slovenski ligi pa 54. Bil je tudi član slovenske reprezentance do 17 in 20 let.